# South Suffolk (circonscription britannique)
Circonscription parlementaire de la Chambre des communes
La circonscription de South Suffolk est une circonscription électorale anglaise située dans le Suffolk, et représentée à la Chambre des communes du Parlement britannique depuis 2015 par James Cartlidge du Parti conservateur.

## Géographie
La circonscription comprend:
- Les villes d'Hadleigh et Sudbury
- Le village de Great Cornard

## Députés
Les Members of Parliament (MPs) de la circonscription sont:
| Législature                                                      | Années        | Député          | Député  | Parti        |
| ---------------------------------------------------------------- | ------------- | --------------- | ------- | ------------ |
| South Suffolk issue de Sudbury and Woodbridge et Bury St Edmunds |               |                 |         |              |
| 49e                                                              | 1983–1987     |                 | Tim Yeo | Conservateur |
| 50e                                                              | 1987–1992     |                 | Tim Yeo | Conservateur |
| 51e                                                              | 1992–1997     |                 | Tim Yeo | Conservateur |
| 52e                                                              | 1997–2001     |                 | Tim Yeo | Conservateur |
| 53e                                                              | 2001–2005     |                 | Tim Yeo | Conservateur |
| 54e                                                              | 2005–2010     |                 | Tim Yeo | Conservateur |
| 55e                                                              | 2010–2015     |                 | Tim Yeo | Conservateur |
| 56e                                                              | 2015–2017     | James Cartlidge |         | Conservateur |
| 57e                                                              | 2017–2019     | James Cartlidge |         | Conservateur |
| 58e                                                              | 2019–2024     | James Cartlidge |         | Conservateur |
| 59e                                                              | 2024–en cours | James Cartlidge |         | Conservateur |

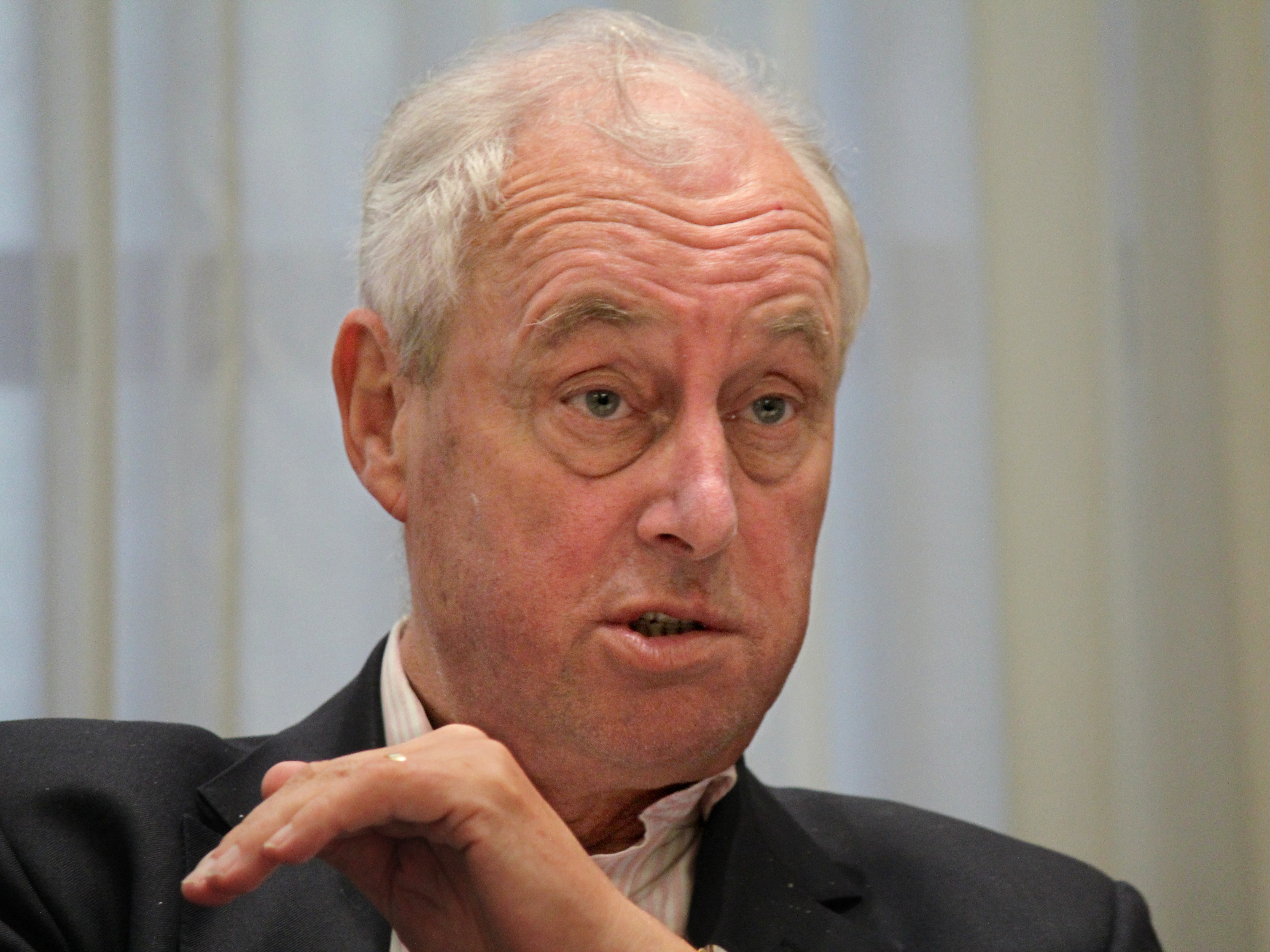
Tim Yeo (1983-2015)
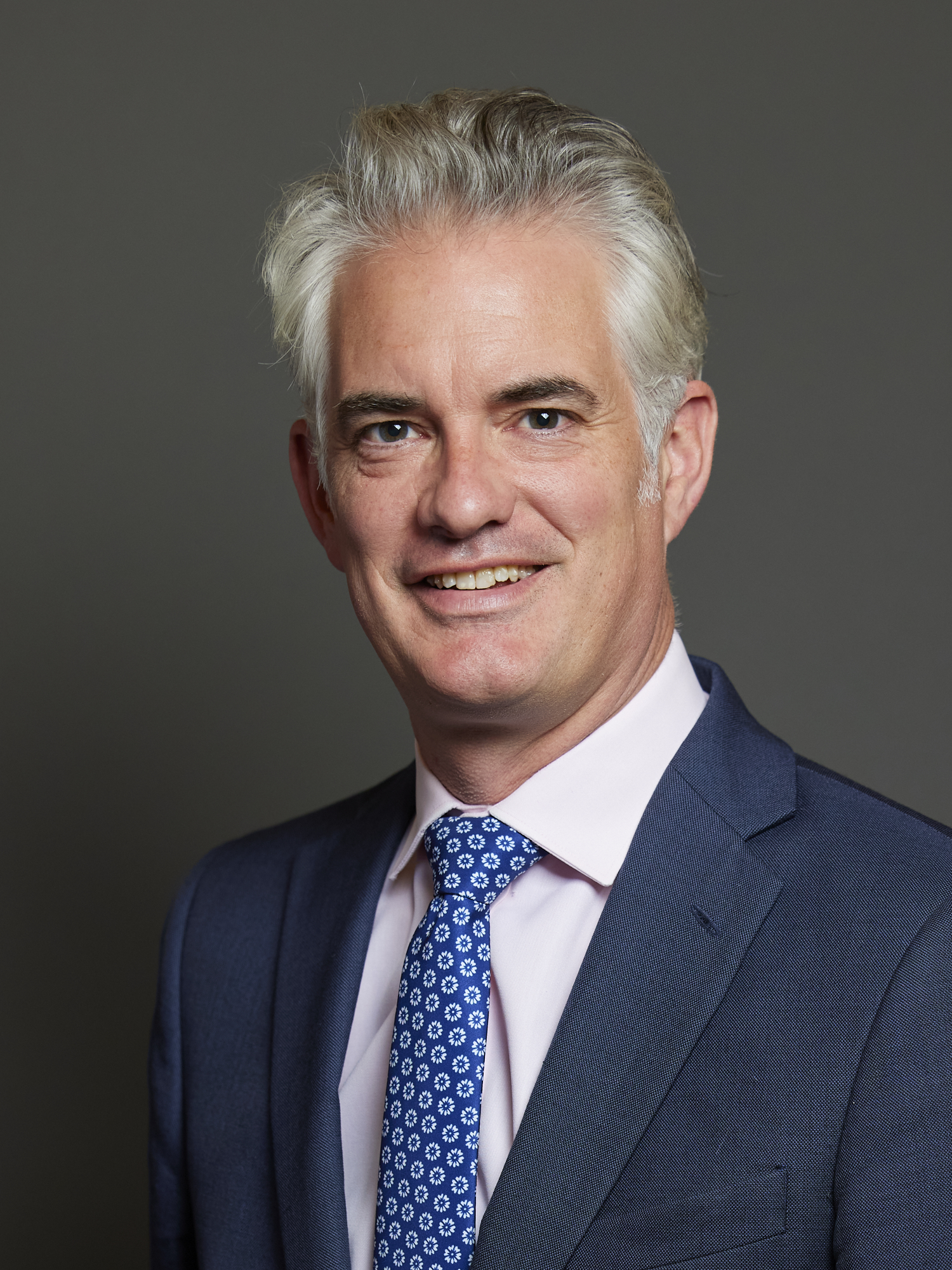
James Cartlidge (2015-)